# 旅順工科大学 (旧制)
旅順工科大学 （りょじゅんこうかだいがく） は、1922年 （大正11年） に関東州旅順 （現 中国遼寧省大連市旅順口区茂林街89号） に設立された官立の旧制大学。略称は 「旅順工大」。
本稿では、前身の旅順工科学堂を含めて記述する。
旅順工科大学の一部の大学施設や学生寮（興亜寮など）が陸軍中野学校の旅順拠点や教育機関のひとつとして機能したが、主に興亜寮などはソ連軍により接収・破壊・閉鎖された。

## 概要
- 大学令による単科大学としては日本最初の官立工科大学。
- 前身の旅順工科学堂は、数少ない 4年制の旧制専門学校 （高等工業学校） の一つであった[1]。
- 創立時は学部に機械工学科・電気工学科・冶金学科・採鉱学科を設置した（後に応用化学科・航空学科・物理学科・化学科を増設）。
- 第二次世界大戦敗戦により、1945年9月にソ連軍に学舎（主に興亜寮など）を接収、破壊されて閉鎖された。
- 同窓会は 「旅順工科大学同窓会」 と称する。

## 沿革

### 旅順工科学堂時代
- 1908年11月： 関東都督 大島義昌、首相 桂太郎に 「旅順工科学堂創立覚書」 提出。
- 1909年5月8日： 第26回帝国議会にて、設立予算案成立。
- 1909年5月10日： 「旅順工科学堂官制」 公布 （勅令第133号）。
- 1909年9月6日： 「旅順工科学堂規則」 制定 （関東都督府令）。
  - 本科 （4年制） に機械科・電気科・採鉱冶金科を設置。
- 1910年4月21日： 第1回入学。
- 1910年5月10日： 開学式を挙行 （以後、5月10日を開学記念日とする）。
- 1910年6月20日： 学友会 「霊陽会」 発足。
  - 校地が爾霊山の南側に位置したことに因む。
- 1912年3月： 寄宿舎完成、校舎3階の宿舎から移転。
- 1913年4月： 『ダイナマイト節』 が作られる （壮士演歌の替え歌。芳賀千代太・河村頼・真島宏 作詞[2]）。
- 1913年12月： 第1回卒業。同窓会 「興亜技術同志会」 設立。
- 1916年3月： 中国人学生のために予科 （のちの予備科） を設置 （旅順高等公学堂内）。
- 1921年6月： 南満医学堂 （後の ［私立］ 満州医科大学） との第1回対抗戦。
  - 応援歌として 『唐紅の花衣』 （1914年頃作） を採用[3]。

### 旅順工科大学時代
- 1922年3月31日： 「旅順工科大学官制」 公布 （勅令第160号）。
旅順工科学堂を旅順工科大学附属工学専門部と改称し、在学生を収容。
- 1923年4月： 大学予科（修業年限3年） を開設。4月12日、第1回入学式。
- 1924年1月： 校歌として、正歌 『平和の鐘』 （久米孝一 作詞、信時潔 作曲）、副歌 『東亜の歴史』 （土井晩翠 作詞、信時潔 作曲） を制定。
- 1924年4月： 寄宿舎を 「興亜寮」 と命名。
- 1924年11月： 内閣閣議にて、旅順工大廃止が論ぜられる （甲子学難）。
- 1924年12月： 内堀予科教授らの反対陳情が奏功、存続決定。
- 1926年2月： 附属工学専門部廃止。
- 1926年4月： 学部 （修業年限3年） を開設。
  - 機械工学科、電気工学科、冶金学科、採鉱学科を設置[4]。
  - 興亜寮は予科の寮となり、学部寮は旅順市内各所に順次設置された。
- 1927年9月： 興亜寮、自治寮化。
- 1928年5月10日： 大学開校式を挙行。
- 1936年6月： 学部に応用化学科を増設。
- 1938年4月： 附属臨時技術員養成所を設置 （機械、電気、応用工、鉱山）。
- 1940年9月： 興亜寮で腸チフス発生、全学で10名死亡。
- 1941年12月： 戦時措置による繰上卒業 （1942年-1945年は9月卒業）。
- 1942年4月： 附属臨時技術員養成所を廃止、附属臨時教員養成所を設置。
  - 理数科教員の養成を目的とした。
- 1942年9月： 「霊陽会」 と 「興亜技術同志会」 を合併 （後の旅順工科大学同窓会）。
- 1943年4月： 予科を 2年制に短縮。
- 1945年4月： 学部に物理学科、化学科を増設。
- 1945年8月25日： 最後の大学卒業式。
- 1945年9月4日： ソビエト軍により興亜寮接収。
- 1945年9月5日： 学舎接収、大学閉鎖。
- 1945年10月3日： 日本人の旅順立ち退き命令が出される。
- 1945年10月25日： ソビエト軍より正式の立ち退き命令。
- 1945年11月30日： 避難中の大学本部事務所閉鎖。

## 校地
校舎は旅順市西部 （札幌町） にあった元ロシア海兵団の煉瓦造建物を使用した。203高地 （爾霊山） の南東の麓にあたり、「霊陽」 と雅称された。
現在は中国人民解放軍第四〇六医院となっている。

## 歴代学長
旅順工科学堂
- 初代：（兼）白仁武 （1909年6月12日 - 1917年8月）
- 第2代： 富田忠詮 （1917年8月 - 1922年4月）

旅順工科大学
- 学長事務取扱： 土岐嘉平 （1922年4月 - 1923年6月）
- 学長事務取扱： 神谷豊太郎 （1923年6月 - 1925年3月）
- 初代： 井上禧之助 （1925年3月 - 1931年4月）
  - 元 農商務省 地質調査所 所長
- 第2代： 野田清一郎 （1931年4月 - 1941年4月）
- 第3代： 安達禎 （1941年4月 - ）
  - 元浜松高等工業学校校長、後に新制山梨大学初代学長

## 在籍教員
- 土井静雄（教授、機械工学者）
- 守屋富次郎 (教授、航空技術者)
- 彦坂忠義 (教授、原子力物理学者)
- 堀健夫 (教授、物理学者)
- 木谷要一 (教授、物理学者)
- 茂木善作 (助教授、陸上競技選手、スポーツ指導者)
- 塹江誠夫 (助教授、数学者)
- 青柳栄司 (講師、電気工学者)
- 綾川武治 (嘱託兼講師、国家主義者、弁護士、衆議院議員)
- 松月秀雄 (予科教授、教育学者、文学博士)
- 重友毅 (予科教授、国文学者)
- 内堀維文 (予科教授、教育者)
- 山元一郎 (予科教授、哲学者、言語哲学者)
- 緒方武 (学生監、剣道家（教士）、大日本帝国陸軍軍人)

## 著名な出身者
- 伊藤虎丸 (中国文学者)
- 芳賀日出男（写真家）
- 水橋東作（教授、スミスチャート発案）
- 村田浩（元科学技術庁原子力局長、元日本原子力研究所理事長）
- 大越新（元常磐炭礦社長）
- 小野義一郎（小野測器創業者）
- 池田紀久男（元日本工営社長）
- 本田富雄（附属臨時技術員養成所鉱山科、前新潟県阿賀野市長）
- 福井道二（旅順工科学堂卒、福井漁網社長）
- 吉野信太郎（旅順工科学堂卒、あじあ (列車)主任設計技師）
- 吾郷清彦 (電気工学科、超古代文献研究家、古神道研究家)
- 岡田洲二 (機械科、実業家、政治家)
- 井上赳夫 (機械工学科、航空工学者、評論家)
- 中村久雄 (電気科中退、教育者)

## 関連書籍
- 旅順工科大学同窓会（編）　『平和の鐘』　旅順工科大学同窓会本部、2000年12月。

## 関連事項
- 旧制大学
- 旧三工大
- 満州国・関東州の高等教育機関 - 旧外地の高等教育機関